# Zoo Peking

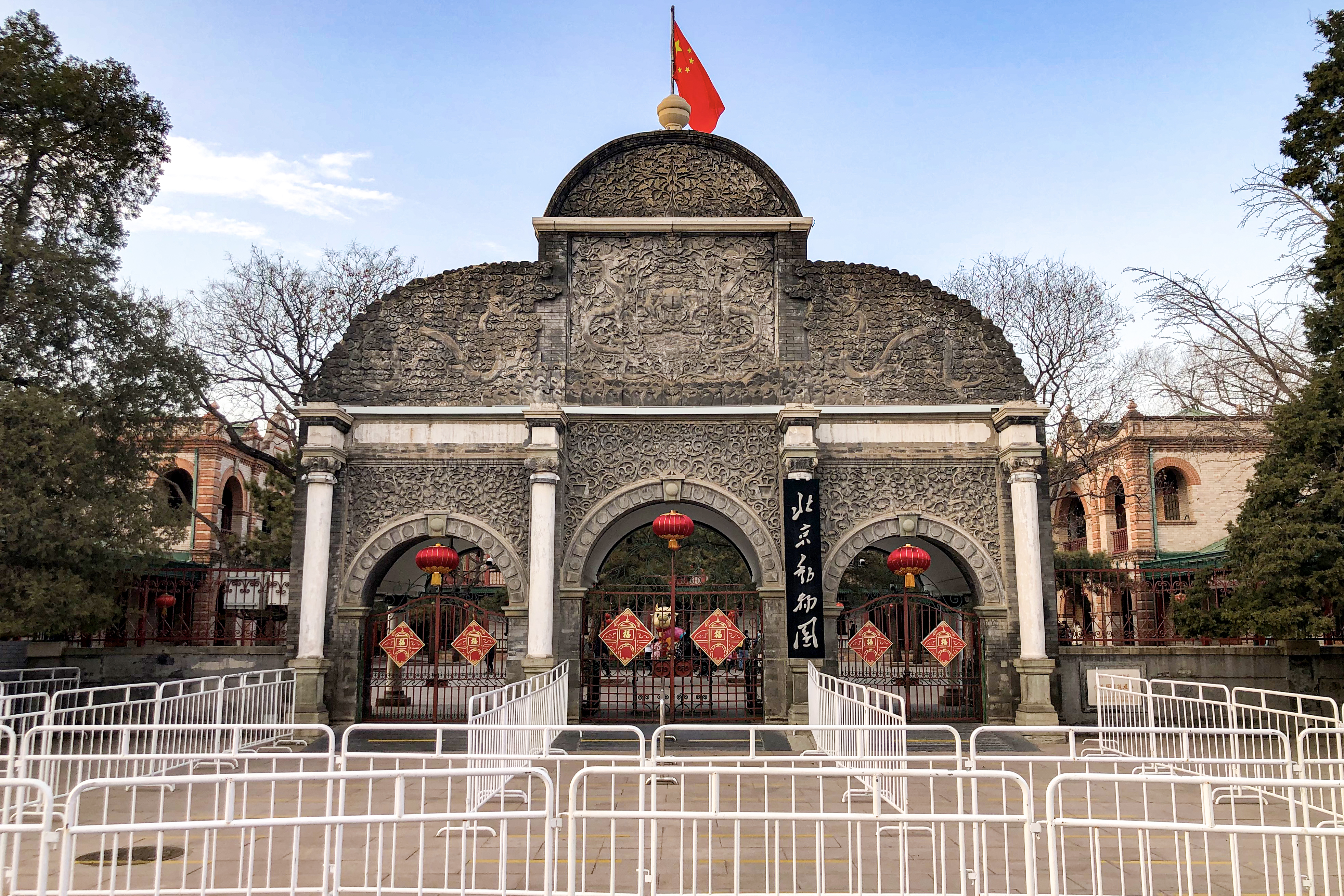
Vordereingang, erbaut 1907

Der Zoo Peking (Vereinfachtes Chinesisch: 北京动物园; Pinyin: běi jīng dòng wù yuán) in der chinesischen Hauptstadt Peking wurde 1906 gegründet. Am 18. Juni 1908 wurde er der Öffentlichkeit zugänglich gemacht. Mit einer Fläche von ungefähr 90 Hektar und zwischen 8 und 12 Millionen Besuchern pro Jahr ist er einer der größten und bedeutendsten Zoos Asiens.
Er liegt in unmittelbarer Nachbarschaft zum Messepalast Beijing.

## Geschichte
Als der Zoo 1906 gegründet wurde, hieß er zunächst „Wan Sheng Yuan“, der „Garten der unzähligen Haustiere“, und umfasste damals eine Fläche von 3,5 Hektar. Durch die Verkündung der chinesischen Republik im Januar 1912 und die darauffolgenden politischen Unruhen hatte auch der Zoo mit Schwierigkeiten zu kämpfen. Diese Probleme wurden zum Teil Ende der zwanziger Jahre mit der Schaffung des Regimes Kuomintang unter Chiang Kai-shek gelöst. Als Peking 1928 sein Hauptstadtstatut verlor, wurde der Tierbestand daraufhin drastisch verringert.
Von 1937 bis 1945 war Peking von den Japanern besetzt und litt unter dem Bürgerkrieg, später unter Guomindang und den Kommunisten von Mao Zedong. Als Peking 1949 erneut Hauptstadt wurde, zählte der Zoo nicht mehr als einen blinden Emu, drei Papageien und ein Dutzend Affen.
Seit 1958 wird die Fläche des Geländes stetig vergrößert, zahlreiche Gebäude und Einrichtungen werden gebaut, der Artenbestand steigt jährlich. Nach dem kompletten Umbau anlässlich der Olympischen Spiele 2008 mit vielen neuen Gebäuden, z. B. für Dickhäuter 1999, zählt der Zoo von Peking heute etwa dreißig Häuser, die eine Fläche von 90 Hektar einnehmen. Das ebenfalls neu eröffnete Aquarium zählt mit etwa 120.000 m² zu den größten Attraktionen dieser Art weltweit.

## Tierbestand
Der derzeitige Tierbestand besteht aus
- 150 Säugetierarten
- 260 Vogelarten
- 100 Reptilienarten
- 35 Amphibienarten
- 1000 Fischarten und Wirbellosen

## Bilder

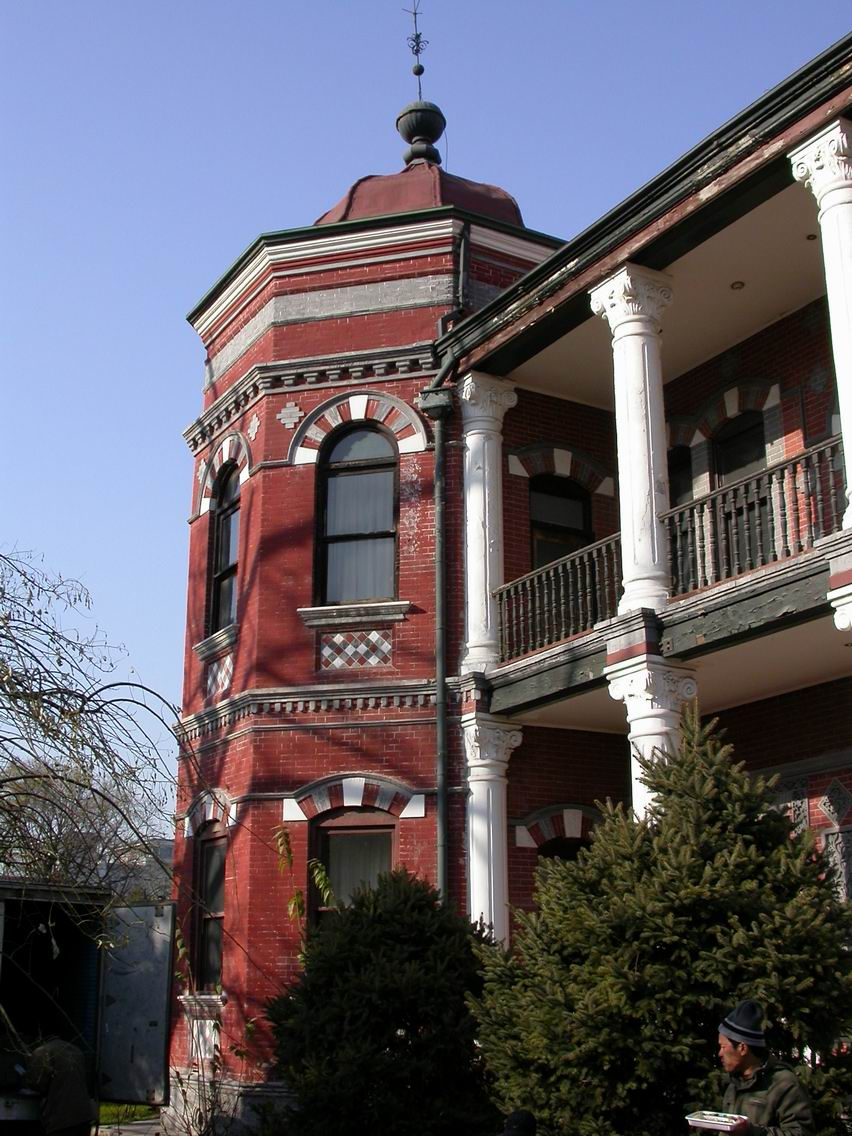
Chang Guan lou, erbaut 1907
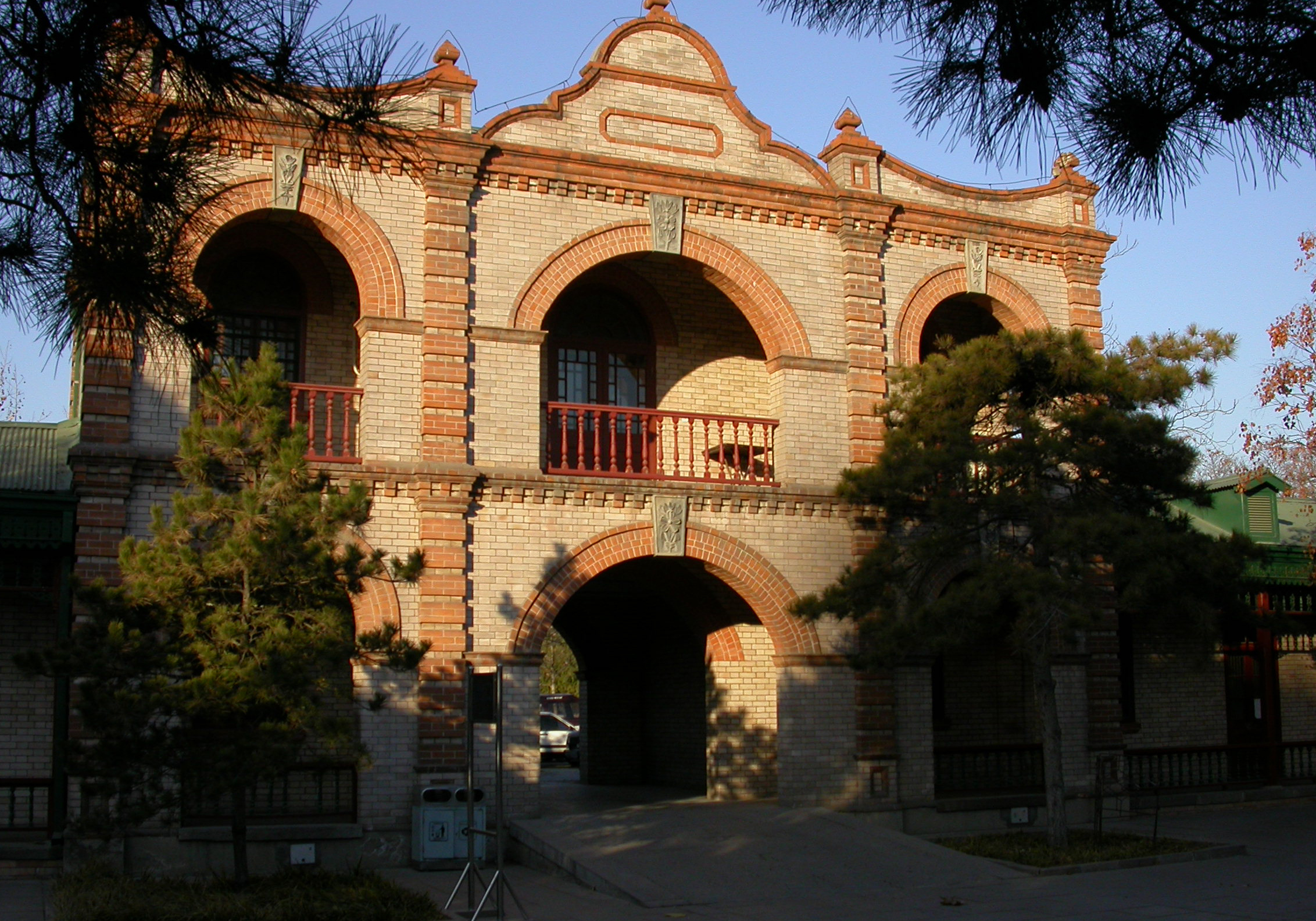
Touristenservicecenter, früher Bürogebäude der Empery Agriculture Examination Field, erbaut 1907
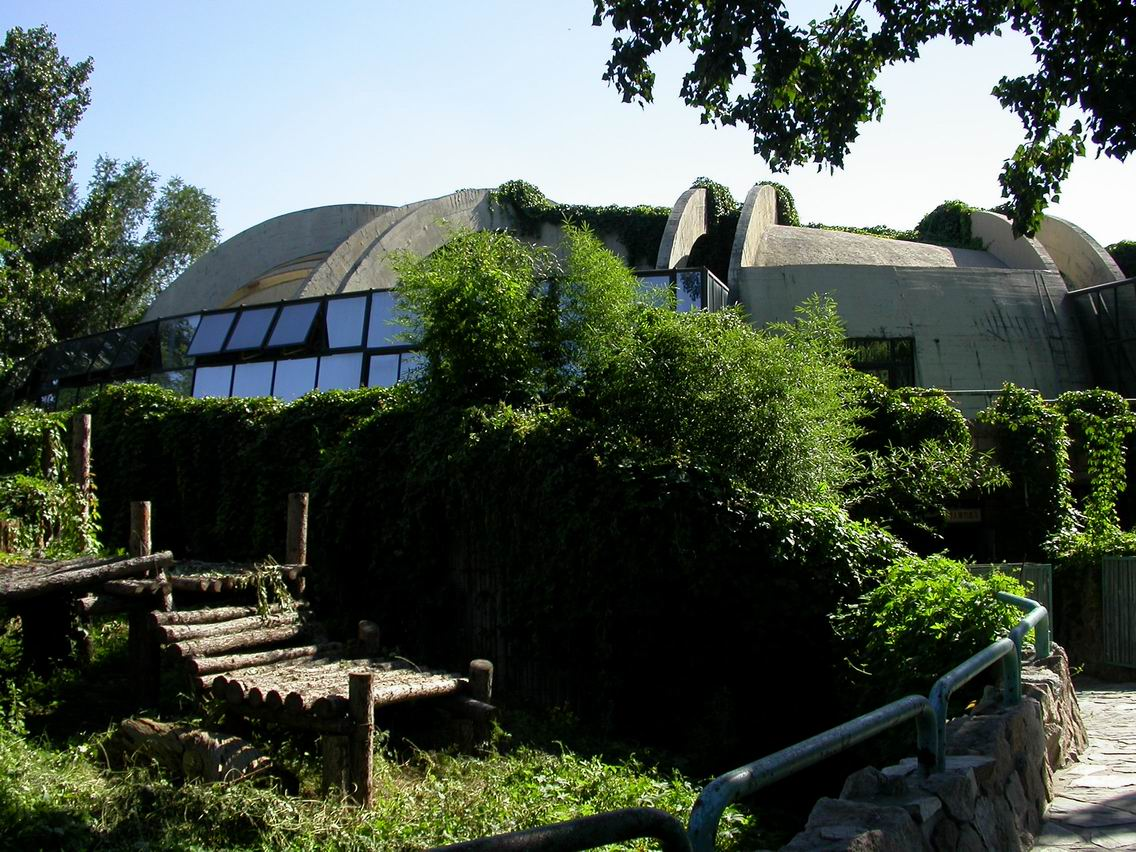
Pandahaus, erbaut 1991
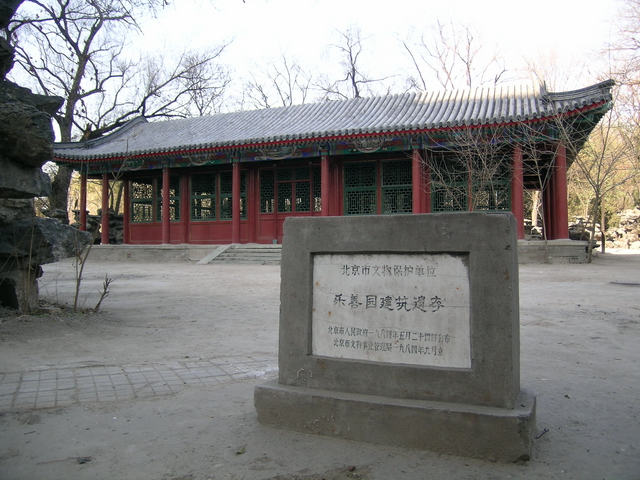
Le Shan Garden